# Bellavista (Lima)
Bellavista és un districte de la Província Constitucional de Callao al Perú, i un dels sis districtes que comprenen la ciutat portuària de Callao.
L'actual alcalde del districte és Juan Ricardo Víctor SotoalcaldeGarcía.

## Geografia
El districte té una superfície de 4,56 km². El seu centre administratiu està situat 34 metres sobre el nivell del mar.

### Límits
Bellavista és l'únic districte de l'Àrea metropolitana de Lima que té una forma geomètrica gairebé perfecta, de rectangle on la frontera del sud és amb els districtes de San Miguel a la Província de Lima i La Perla, marcat per l'avinguda Venezuela.
Al nord, l'avinguda Oscar Benavides (anteriorment Avinguda Colonial) marca la frontera del districte amb el districte de Callao. A l'est, el districte acaba a l'hospital Santiago Tábara Naval o el perímetre occidental de la Universitat Nacional de San Marcos, on la Província de Lima (o més específicament, el nom e de Lima) comença.

## Demografia
Segons el cens del 2005 pel INEI, el districte té 72.761 habitants, i una densitat de població de 15.956.4 persones/km².
La seu oficial del Govern Regional del Callao és localitzat a Bellavista.